# Ana Paola Agudelo
Pour les articles homonymes, voir Agudelo.
Ana Paola Agudelo García, née à Ibagué (Tolima, Colombie) le 8 mai 1983, est une économiste et politique colombienne du Parti MIRA. Elle est élue en octobre 2022 vice-présidente de ce parti. 
Elle est élue à la Chambre des représentants pour la circonscription territoriale des Colombiens à l'étranger de 2014 à 2018,,. Elle est élue en 2018 comme  sénatrice.